# История армянского книгопечатания
Исто́рия армя́нского книгопеча́тания — история издания и массового распространения текстов на армянском языке. Первый текст на армянском языке был издан в 1475 году в Германии. Основоположником армянского книгопечатания стал Акоп Мегапарт, издавший в Венеции в 1512—1513 годах 5 книг. Армянский язык стал 18-м языком мира, на котором книги были напечатаны гутенбергским способом.
В 1771 году стало возможным организовать книгопечатание на территории самой Армении. До 1 января 1800 года вышло более 1154 наименований книг на армянском языке. С 1920-х годов основным центром армянского книгопечатания становится Армянская ССР. В настоящее время армянское книгопечатание развивается как в самой Армении, так и в странах проживания армянской диаспоры. Книгопечатание сыграло важнейшую роль в сохранении армянского культурного наследия.

## Предыстория
В XIII веке Антон Армянин из Венеции, наряду с Марко Поло, был членом экспедиции в Китай, в результате которой, по некоторым предположениям, европейцы заимствовали технику ксилографической печати. Николай Гаврилович Спафария-Милеску, посетивший Китай в 1676 году вместе с русским посольством, писал: «Пушки лити, и ходити по морю матицами навыкли, такожде и книги печатати от китайцев во Европе научились. Понеже когда калмыки и татары взяли Китай, и с ними пришли в Китай патер Одерик, и Антон армянин, и Марко Павел венецыанин, и подлинно они во Европу из Китая те художества принесли». Это подтверждает видный русский исследователь письменности и книгопечатания Е. Л. Немировский.
В XV веке и в последующий почти 250-летний период развитие книгопечатания в пределах исторической Армении было практически невозможным — в связи с отсутствием государственности, политической нестабильностью, бесконечными войнами и связанными с этим разрушениями и вынужденными миграциями армянского населения, а также из-за отсутствия связей с европейскими культурными центрами.
Первый печатный текст на армянском языке (молитва «Отче наш», набранная латиницей) был опубликован в описании путешествия Иоганна Шильтбергера, изданном в Майнце в 1475 году. Автор посвятил Армении несколько глав, в которых он приводит отдельные армянские слова (также латиницей). Молитве «Отче наш» на армянском, согласно Шильтбергеру, его научили карабахские армяне в 1420 годах:

DAS ARMENISCH PATER NOSTER
Har myer ur erqink; es sur eytza annun chu; ka archawun chu; jegetzi kam chu [worpes] hyerginckch yer ergory; [es] hatz meyr anhabas tur myes eisor; yep theug meys perdanatz hentz myengkch theugunch meyrokch perdapanatz; yep my theug myes y phurtzuthiun; haba prige myes y tzscharen. Amen

В 1486 году Бернард фон Брайнденбах в книге «Путешествие к священной земле» напечатал армянский текст ксилографическим способом. Этот текст содержит армянский алфавит, где параллельно даны также названия букв.
Тем самым первые печатные тексты на армянском языке появились ещё в эпоху инкунабулы.

## XVI век. Первопечатник Акоп Мегапарт

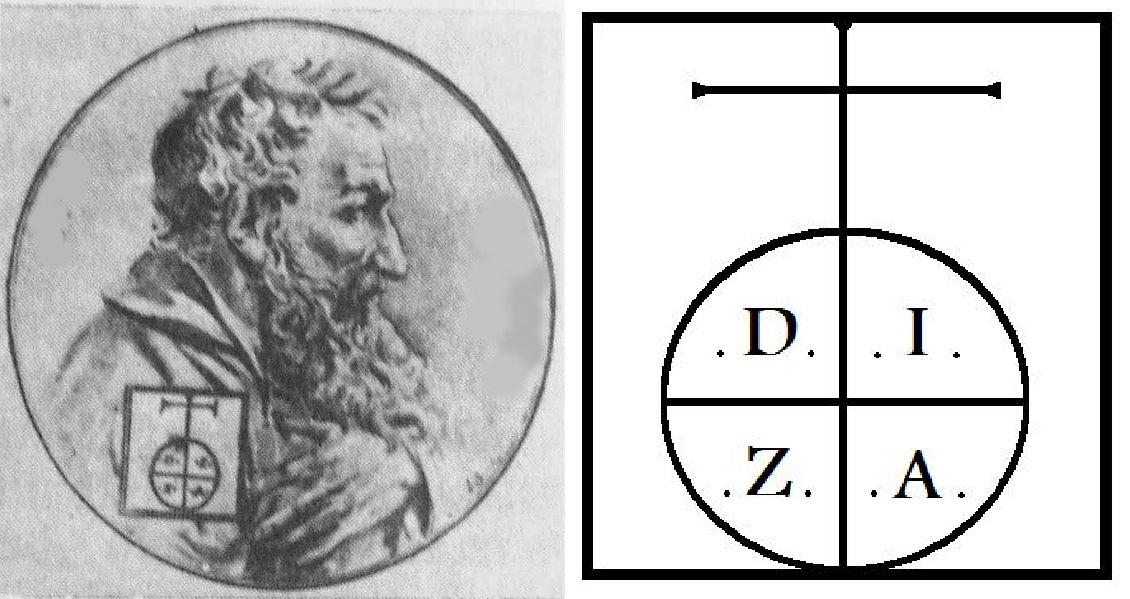
Первопечатник Акоп Мегапарт и его печатный знак

Первым издателем книги на армянском языке стал некий священник по имени Акоп. К его имени в дальнейшем было добавлено прозвище «Мегапарт» («грешный»), согласно оставленной им же памятной записи. Первая книга, изданная Мегапартом, называется «Урбатагирк» (Книга пятницы), она напечатана в 1512 году в Венеции. К этому времени в Италии уже существовала многовековая армянская община. Эту дату принято считать началом истории армянского книгопечатания. «Урбатагирк» — средневековый медицинский сборник, в котором, наряду с другими текстами, приведена 41-я глава «Книги скорбных песнопений» Григора Нарекаци (X в.). В следующем, 1513 году, Мегапарт издал ещё 4 книги (в хронологическом порядке): «Патарагатетр» (каноны богослужения Армянской апостольской церкви), «Ахтарк» (сборник астрологических трактатов, примет и статей о врачевании), «Парзатумар» (календарь на 36 лет и предсказания), «Тагаран» (сборник произведений видных средневековых армянских авторов, таких как Нерсес Шнорали (XII в.), Фрик (XIII в.), Мкртич Нагаш (XV в.), Ованес Тлкуранци (XVI в.) и др.). Памятная запись есть только в конце «Патарагатетра»:
«Сии священные буквы написаны в году 962 (1513 от Рождества Христова) в богохранимом граде Венеж, что есть Венеция, во Франкистане, рукой грешного Акопа. Кто прочтёт (их), да попросит у Бога отпущение грехов моих».

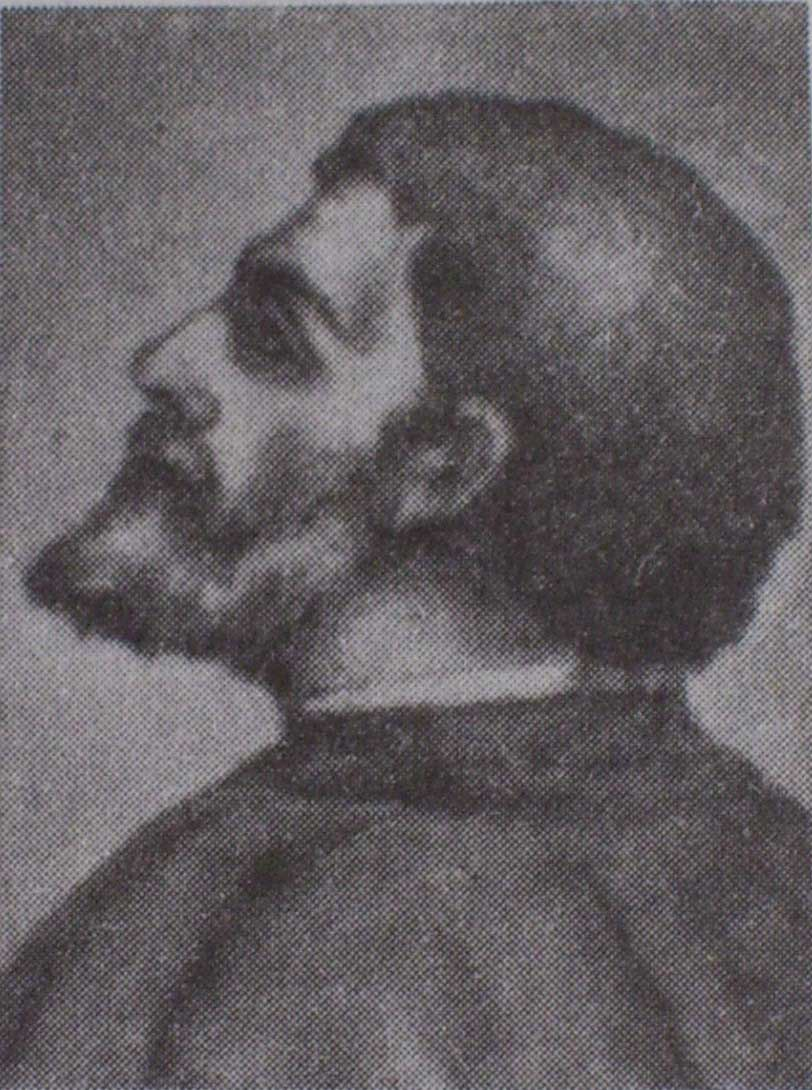
Абгар Тохатеци

В конце книг, изданных Акопом, отпечатан крестообразный знак с латинскими буквами D. I. Z. A.. Однозначной расшифровке не поддаётся. Наиболее признана версия K. Басмаджяна: Dei servus — раб Божий, Iakobus — Акоп, Zanni — Цанни (ян), armenius — армянин. Книги отпечатаны чёрной и красной краской, хорошо иллюстрированы. Согласно мнению члена-корреспондента РАН А. Сидорова, издания Мегапарта были привезены в Москву и использовались русским первопечатником Иваном Фёдоровым.
Вторым армянским книгопечатником считается Абгар Тохатеци. Он был видным деятелем армянского освободительного движения конца XVI столетия. Находясь в Италии со специальной политической миссией, он основывает печатное дело, получив соответствующее разрешение от папы римского Пия IV. В 1565 году в собственной типографии в Венеции он печатает календарь и «Псалтырь». Позже Тохатеци переезжает в Константинополь, где в 1567—1569 годах издаёт ещё 6 книг: «Малую грамматику или азбуку», «Тонацуйц» (календарь церковных праздников), «Парзатумар» (календарь), «Патарагаматуйц-Ахотаматуйц», «Песенник» и «Маштоц» (сборник церковных обрядов). В 1579 году его сын Султаншах в Риме заказывает новые армянские печатные шрифты, которые в дальнейшем становятся самым распространёнными в армянском книгопечатании (корпус). В их основе лежал шрифт болоргир. Усилиями Султаншаха и Ованеса Терзнци, переехавшего из Армении в Рим (1584), издается «Григорианский календарь» (в типографии Dominici Basea), а также церковно-религиозные тексты. В Венеции в 1587 году он издает псалтырь. Последнее из известных изданий армянских книгопечатников XVI века называется «Краткое учение церковнослужения», вышедшее в 1596 году.
Некоторые европейские авторы этого же периода разместили в своих книгах армянские печатные или ксилографические тексты. Например, в книге «Linguarum» (лат.) востоковеда Гийома Постела, вышедшей в 1538 в Париже, издан армянский ксилографический текст. Аналогичные тексты есть также в следующих изданиях: Кондрат Геснер, «Mithridat» (Цюрих, 1555), Блез де Вижнер «Книжка о письменах» (Париж, 1586), Петр Гетаний Пальма, «Образцы» (Париж, 1596). Армянские тексты подвижными (гутенбергскими) шрифтами имеются в книге «Введение» итальянского востоковеда Тезея Амбросия (1539) и в книгах немца Леонарда Турнайзера (Берлин, 1583; Кёльн, 1587). По существующим данным, в течение первых 100 лет существования армянского книгопечатания были изданы 32 наименовании книг, 19 из которых — исключительно на армянском языке.

### Хронология армянского книгопечатания XVI века[20]
| Название книги                                                       | Место издания   | Издатель, книгопечатник   | Год  |
| -------------------------------------------------------------------- | --------------- | ------------------------- | ---- |
| Урбатагирк                                                           | Венеция         | Акоп Мегапарт             | 1512 |
| Патарагатетр                                                         | >               | >                         | 1513 |
| Ахтарк                                                               | >               | >                         | >    |
| Парзатумар                                                           | >               | >                         | >    |
| Тагаран                                                              | >               | >                         | >    |
| * Г. Постель, Linguarum                                              | Париж           | Гийом Постель             | 1538 |
| * Тезео Албонеси, Введение                                           | Бавия           | Тезео Албонеси            | 1539 |
| * К. Геснер, Mithridat                                               | Цюрих           |                           | 1555 |
| Разнообразный календарь                                              | Венеция         | Абгар Тохатеци            | 1565 |
| Псалтырь                                                             | >               | >                         | >    |
| Маленькая грамматика                                                 | Константинополь | >                         | >    |
| Календарь церковных праздников                                       | >               | >                         | >    |
| Парзатумар                                                           | >               | >                         | >    |
| Патарагаматуйц-Ахотаматуйц                                           | >               | >                         | >    |
| Песенник                                                             | >               | >                         | >    |
| Маштоц                                                               | >               | >                         | 1569 |
| Армянские письмена (образцы)                                         | Рим             | Султаншах, Гранжон        | 1579 |
| * Леонард Турнайзер, KAI' EPMHNEIA                                   | Берлин          | Вольтцен                  | 1583 |
| * Леонард Турнайзер, МЕГАЛН ХУМIA                                    | >               | >                         | >    |
| Григорианский календарь                                              | Рим             | Ованес Терзнци, Султаншах | 1584 |
| Православное вероисповедание                                         | >               | >                         | >    |
| Канон благославления (В книге Маркантонио Колонаций «Hidragiologia») | >               | Султаншах                 | 1586 |
| * Блез де Вижнер, Книжка о письменах                                 | Париж           | А. Л. Анжелье             | >    |
| * Второе издание                                                     | >               | >                         | >    |
| Псалтырь                                                             | Венеция         | Ованес Терзнци            | 1587 |
| * Леонард Турнайзер, Magna Alchimia                                  | Кёльн           | Иоган Гимнициум           | 1587 |
| * М. Пасна, Della Libraria                                           | Рим             | Дж. Руфинелло             | 1590 |
| Рокка, Апостольская библиотека                                       | Рим             | Ватиканская типография    | 1591 |
| * Lords Prayer                                                       | Франкфурт       |                           | 1593 |
| Краткое учение церковнослужению                                      | Рим             | Ованес Гопузенц           | 1596 |
| * Петр Гетаний Пальма, Образцы                                       | Париж           | С. Пройосто               | >    |
| * Th. De Brey, Alphabeta                                             | Франкфурт       |                           | >    |

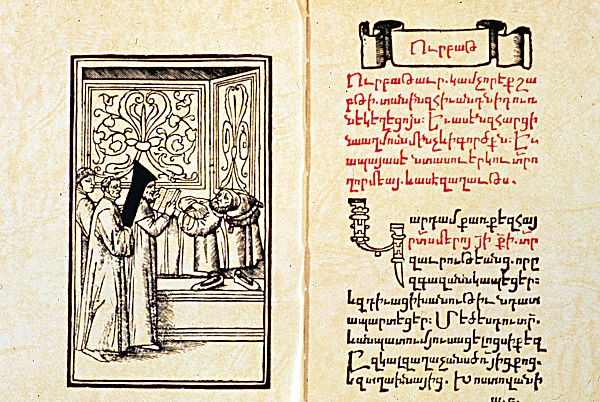
Первая армянская печатная книга «Урбатагирк», Венеция, 1512 год

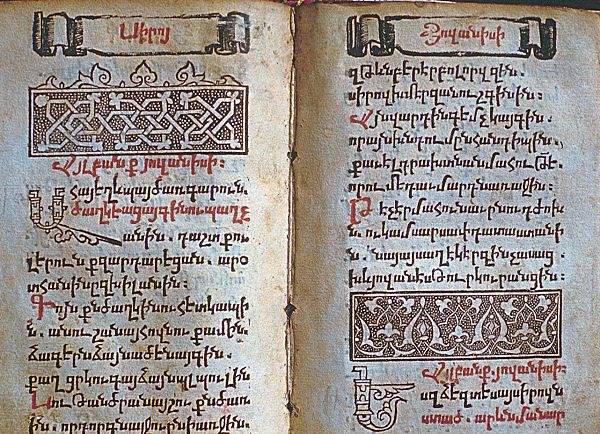
«Тагаран» («Песенник») — сборник произведений видных средневековых армянских авторов, 1513 год

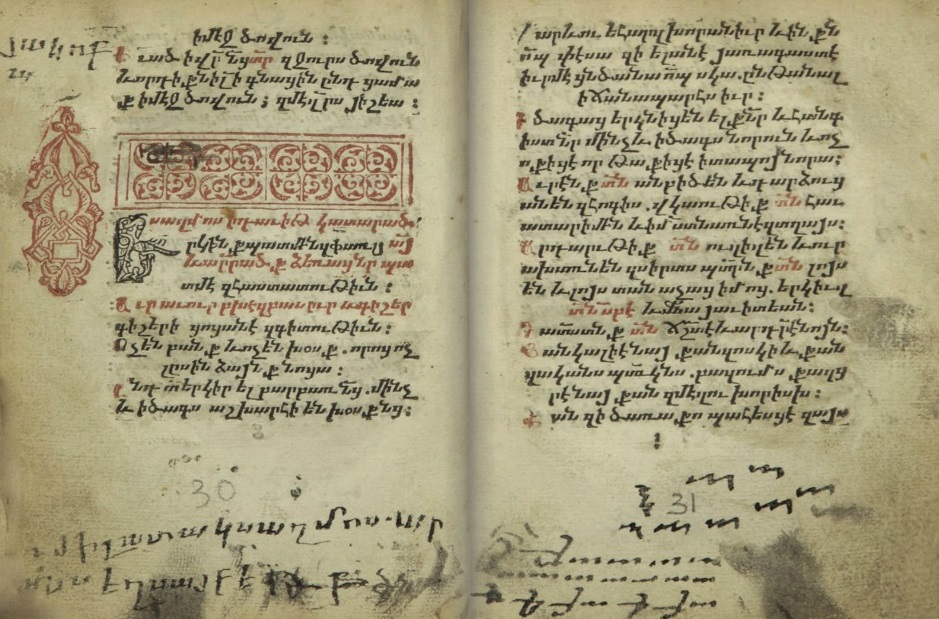
«Псалтырь», 1587 год

* — Иноязычные издания с армянскими отрывками

## XVII век. Восканяновская типография

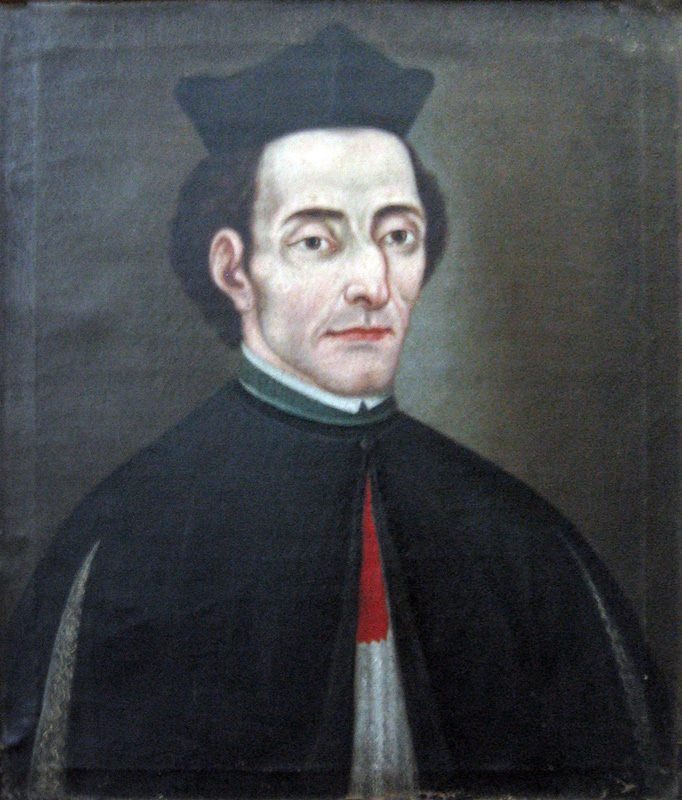
Портрет Ованеса Карматенянца

В начале XVII века Ватикан начинает проявлять больше интереса к народам востока, в том числе к армянам, стремясь распространить среди них католичество. С этой целью Папа римский Урбан VIII в Риме основывает специальное издательство, где в течение XVII столетия было отпечатано около 30 наименований книг на армянском языке в основном религиозного характера, а также словари и другие сборники для изучения миссионерами армянского языка. Другие типографии в Европе основались в крупных армянских колониях при финансовой поддержке армянской торговой буржуазии.
Переехавший из Армении во Львов Ованес Карматенянц в 1616 году создаёт типографию и в течение 1616—1618 печатает «Псалтирь» и «Врачебник».
В 1638 году в церкви св. Аменапркич (св. Спасителя) в исфаханском армянском районе Новая Джульфа Хачатур Кесараци (1590—1646) и несколько его сподвижников собственными силами (без европейского специалиста) конструируют типографию и бумажную фабрику. С 1639 по 1642 год они издают «Псалтирь», «Житие отцов», «Хордатетр» (сборник канонов церковнослужения) и «Часослов». Новоджульфинская армянская типография была первой типографией на территории Персии. Их дело продолжает Ованес Джугаеци. Последний, в 1644 году издав в Ливорно «Псалтирь», перемещает свою типографию в Новую Джульфу, где в 1647-м печатает «Парзатумар» (календарь). Далее он предпринимает издание Библии, которое, однако, остаётся незавершённым. С некоторыми перерывами типография Новой Джульфы действует до настоящего времени.
Однако самым крупным событием в истории армянского книгопечатания XVII века стало основание Восканяновской типографии. Католикос Акоп Джугаеци с намерением создания постоянной типографии для Эчмиадзинского собора отправляет церковного нотариуса Матеоса Цареци в Европу. Ему удаётся в 1658—1660 годах в Амстердаме основать типографию (им. св. Эчмиадзина и св. Саркиса). В 1664 году руководителем типографии становится Воскан Ереванци, один из видных представителей армянской интеллигенции той эпохи. Типография в 1669 году из Амстердама перемещается в Ливорно, оттуда — в Марсель (получив специальное разрешение от французского двора), где она действовала до 1686 года, издав более 40 наименований армянских книг. Впервые армянская типография действует столь долго и её деятельность становится столь плодотворной. Восканяновская типография издавала как религиозные, так и светские книги: Библия (1666—1668, первое издание), «Гимнария» (1665), «Псалтирь», «Маштоц» (сборник канонов церковнослужения), «Часослов», а также «Книга алфавитная», «Грамматика» (автор Воскан Ереванци), «География», басни Вардана Айгекци (два издания, 1668 и 1683 год), «История» Аракела Даврижеци (1669) и т. д. Одним из наиболее примечательных изданий, вышедших здесь, становится «Математика» (1675) — первая печатная книга на новоармянском языке (ашхарабар). В 1673 году в Марселе впервые предпринимается полное издание «Книги скорбных песнопений» Григора Нарекаци, однако католическая церковь запретила выход книги. Здесь печатается труд армянского языковеда-грамматика Ованеса Олова «Краткое риторическое искусство» (1674), с которого фактически начинается новый этап научного изучения стилистики армянского языка. Издательская деятельность Воскана Ереванци имела основополагающее значение в истории армянского книгопечатания. Впервые тираж книг вырос с нескольких сотен экземпляров до нескольких тысяч. Тиражи были порой удивительно высоки и армянские книгопечатники, владея исключительной церковной и торговой сетью, удачно распространяли свои книги. Книги из этой типографии отличались своей исправностью (тексты), издательской культурой. Воскан Ереванци практически стал основателем непрерывного армянского книгопечатания. Его ученики в разных городах создают новые типографии. Так, Матеос Ванандеци, переехав в Амстердам в 1685 году, развивает здесь издательскую деятельность. Здесь действуют видные культурные деятели и учёные Товмас Ванандеци и Гукас Ванандеци. Впервые печатаются «История Армении» Мовсеса Хоренаци и «Всеобщая география» (оба в 1695-м), несколько научных трудов Гукаса Ванандеци. Типография действовала до 1717 года. В том же году в Венеции было основано аббатство мхитаристов. 

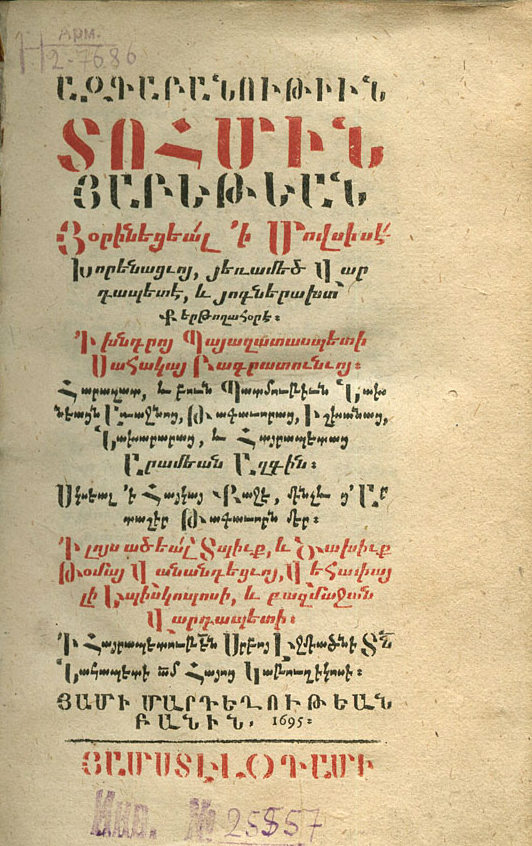
Первое издание «Истории Армении» Мовсеса Хоренаци, Амстердам, 1695 год

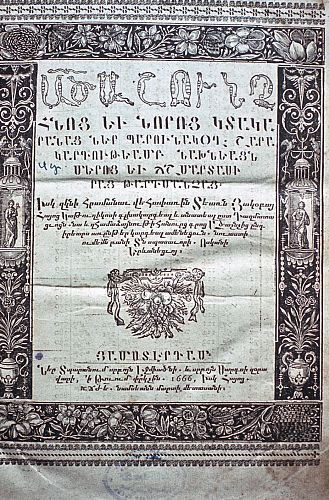
Первое издание Библии, 1666—1668 гг., Амстердам

В 1686 году в Венеции ученик Воскана Ереванци Тадеос Амазаспян при материальной поддержке торговца Гаспара Саградяна создаёт типографию, и в 1688 году печатает большой «Чашоц» (1222 стр., сборник текстов церковного богослужения с полудня до вечера). В 1687 году при материальной поддержке Наапета Гулназара в «Армянском доме» Венеции было издано «Толкование псалтырей» — второе издание на новоармянском языке. С 1677 года по 1678 год в собственной типографии в Константинополе две книги издал Еремия Кёмурчян, а в конце XVII века здесь основывают типографии Саркис Евдокаци, Григор Марзванеци, Асатур Констанднуполсеци (двое последних стали главными лицами армянского книгопечатания Константинополя первой половины XVIII века). Ованес Олов становится самым издаваемым автором в 300-летней (1512—1800) истории армянской древнепечатной книги. При жизни он издал более 15 наименований собственных и переводных трудов.
В эту эпоху в Венеции армянские книги печатали также итальянские и греческие книгопечатники: Дж. Бовис, Дж. Моретти, Микеланджело Барбони, Антони Бортоли, Джованни Башо, Стефано Орландо, Пьеро Вальвази, Деметриу Теодосиу и др.

### Хронология развития армянского книгопечатания в XVII веке
| Книгопечатник                    | Город           | Год основания   |
| -------------------------------- | --------------- | --------------- |
| Ованес Карматенянц               | Львов           | 1616            |
| Хачатур Кесараци                 | Исфахан         | 1636—1638       |
| Матеос Цареци                    | Амстердам       | 1658—1660       |
| Товмас, Матеос и Гукас Ванандеци | Амстердам       | 1685            |
| Еремия Кёмурчян                  | Константинополь | 1677            |
| Саркис Евдокаци                  | Константинополь | конец XVII века |
| Григор Марзванеци                | Константинополь | конец XVII века |
| Асатур Констанднуполсеци         | Константинополь | конец XVII века |

## XVIII век
Мхитар Себастаци (1676—1749) и его ученики, обосновавшись в Венеции, в итальянских типографиях издавали армянские книги как светского, так и религиозного содержания. Из этих книг известны «Грамматика новоармянского языка» (1727) и «Словарь армянского языка» (т. I, 1749) Себастаци, а также несколько других изданий. Здесь вышли также Библия (1733) и «История Армении» (1784—1786) Микаэла Чамчяна. К 1789 году Мхитаристы на острове св. Лазара (Венеция) основывают собственную типографию, что придало их деятельности новый импульс. Другая ветвь Мхитаристов, обосновавшись в Триесте в 1775 году, создаёт ещё одну типографию. До переезда в Вену в течение 35 лет они издали около 70 наименований книг (из которых 25 — на турецком языке для турецкоговорящих армян).

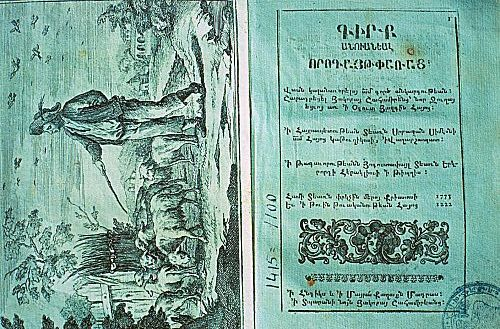
Конституция Армении Ш. Шаамиряна, Мадрас, 1773 год

Начиная с конца XVIII века армянское книгопечатание постепенно перемещается с Запада на Восток и его центром становится Константинополь — один из главных центров армянской диаспоры. Этот город по числу наименований книг на армянском языке, напечатанных до 1800 года, занимает первое место (350 наименований). На втором месте — Венеция с примерно 260 наименованиями. В этом столетии в Константинополе были известны такие типографы, как Саркис Дпир, Мартирос Дпир, Чнчин Ованес, Степанос Петросян и, наконец, главный типограф при османском дворе Погос Арапян (1742—1835), который в течение многих десятилетий был одним из ведущих книгоиздателей Османской империи. Он организовал в Тифлисе (Тбилиси) дворянскую типографию и издал книги также на грузинском языке (1781—1783), способствовал усовершенствованию Эчмиадзинской типографии. В Константинополе Арапяны владели несколькими крупными типографиями, в которых в конце XVIII—первой половине XIX века вышло около 150 наименований армянских высококачественных изданий. Во всем Константинополе в конце XVIII века существовало более 20 армянских типографий, в которых были изданы труды историографов Агатангелоса, Фавстоса Бузанда, Егише, Степаноса Орбеляна, философов Давида Анахта, Григора Татеваци, Симеона Джугаеци и других. Издавались также азбуки, календари, песенники, грамматические труды, учебники, духовные и религиозные книги.
Во второй половине XVIII века армянское книгопечатание появилось как на территории самой Восточной Армении, входившей тогда в состав России, так и Индии. В 1771 году католикос Симеон Ереванци в Эчмиадзине основывает первую типографию на территории исторической Армении. Здесь в 1772 году выходит книга «Духовный сад» (первое издание на территории Армении). Спустя почти 260 лет после своего возникновения армянское книгопечатание обосновывается на исторической родине. В Эчмиадзине создаётся также бумажная фабрика. До конца столетия в Эчмиадзинской типографии было издано около 13 наименовании книг.
В то же самое время армянское книгопечатание появляется в Индии. В городе Мадрас в 1772—1773 годах в типографии Шаамира Шаамиряна вышли 2 книги, в том числе его «Западня честолюбия» — конституция будущей независимой Армении. Обе книги посвящены вопросам восстановления армянской государственности. Далее армянское книгопечатание развивается больше в Калькутте.
В Индии, в городе Мадрасе, вышло первое периодическое издание на армянском языке — журнал «Аздарар» (1794—1796) под редакцией Арутюна Шмавоняна.
В 1781 году в типографии новоджульфийца Григора Халдарянца издается учебник «Алфавитная книжка». До 1788 года эта типография издает около 15 наименований армянских книг, в том числе труды Нерсеса Шнорали, Егише, а также армяно-русский словарь (в авторстве Халдарянца). После смерти Халдарянца типография перемещается в Новый Нахичевань (1790), оттуда — в Астрахань (1796). Это типография была первой на юге России. До конца века в трёх российских городах печатается около 50 наименований книг.
С 1512 по 1800 год армянское книгопечатание существовало в следующих городах: Венеция, Константинополь, Рим, Париж, Бавия, Цюрих, Берлин, Кёльн, Франкфурт (Майни), Львов, Новая Джульфа, Ливорно, Амстердам, Марсель, Лондон, Лейпциг, Падуа, Парма, Харлем, Нюренберг, Измир, Эчмиадзин, Мадрас, Триест, Калькутта, Санкт-Петербург, Новый Нахичевань, Астрахань. В течение этого времени было издано более 1154 наименований книг на армянском языке

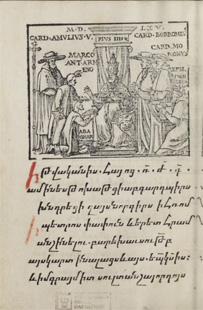
Абгар Дпир, Псалтирь, 1565 год
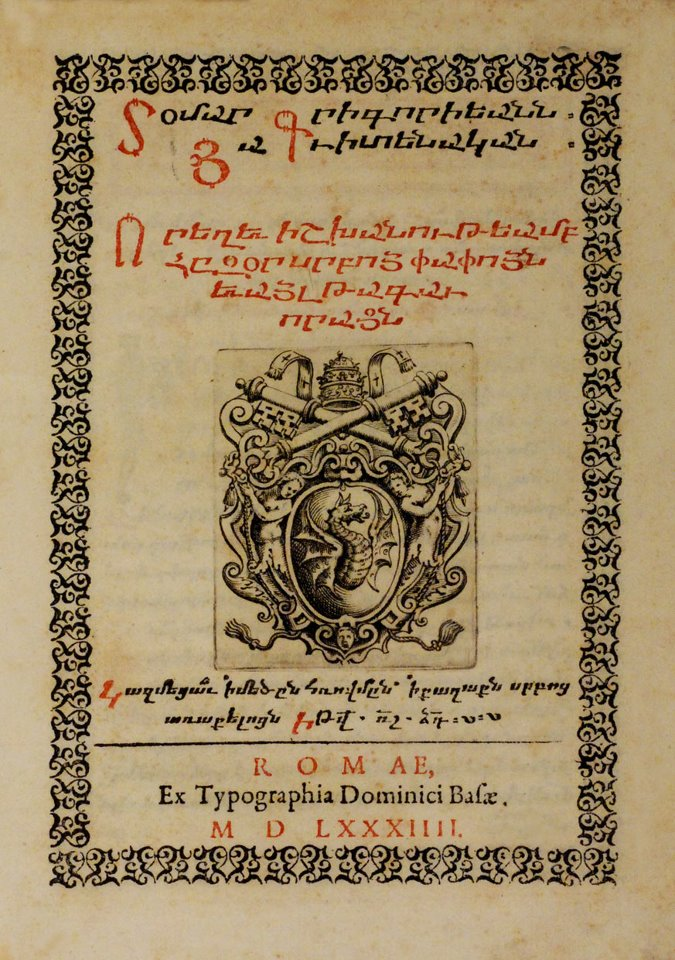
Григорианский календарь, Рим, 1584 год
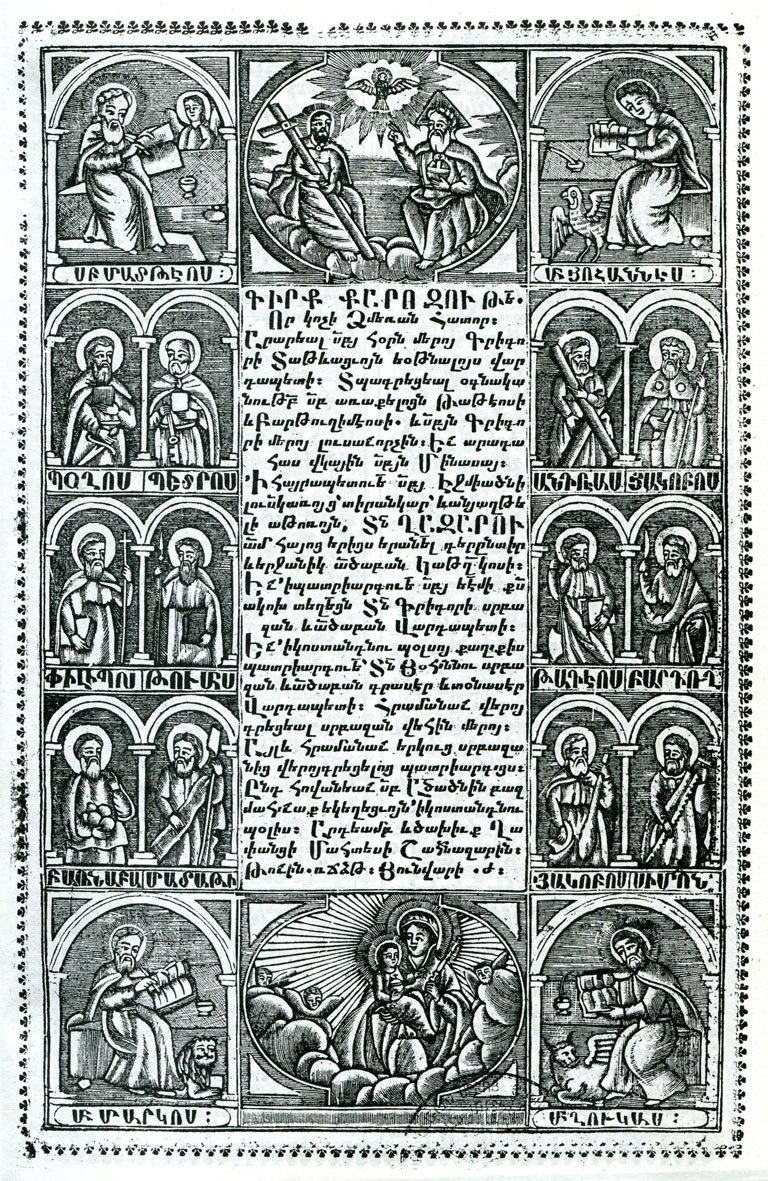
«Зимний том» философа Григора Татеваци, Константинополь, 1740 год
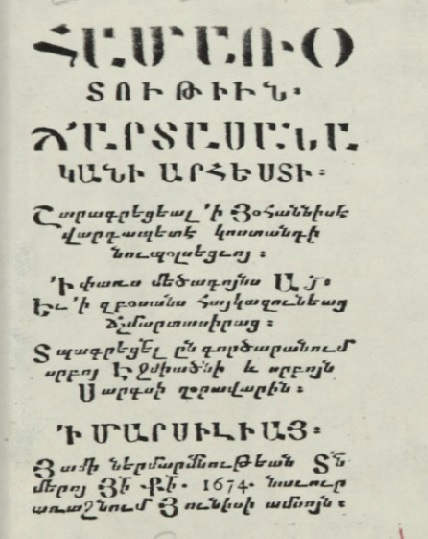
«Риторическое искусство» Ованеса Олова, Марсель, 1674 год

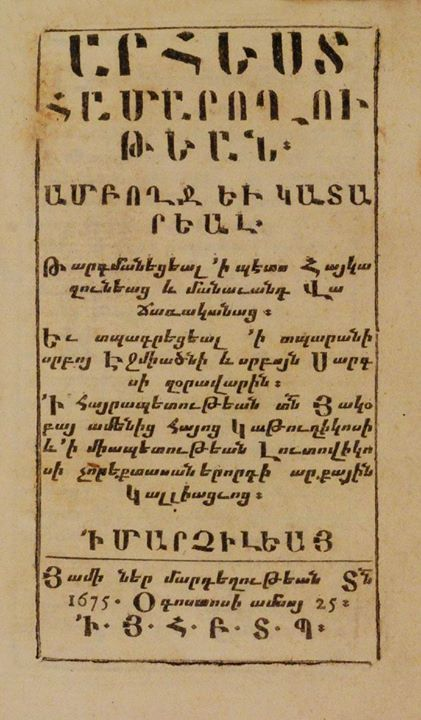
«Математика», Марсель, 1675 год
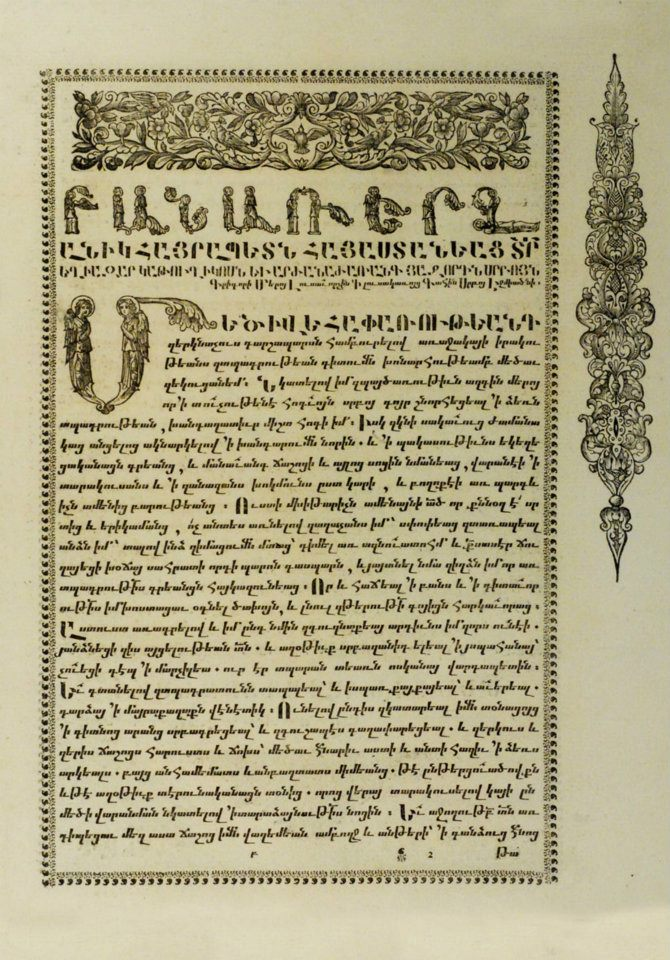
Апракос, Венеция, 1686—1688 годы
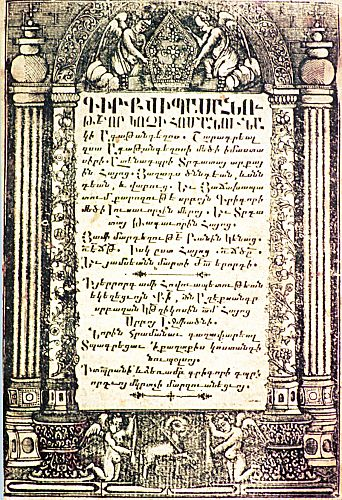
«История Армении» Агатангелоса, Константинополь, 1709 год
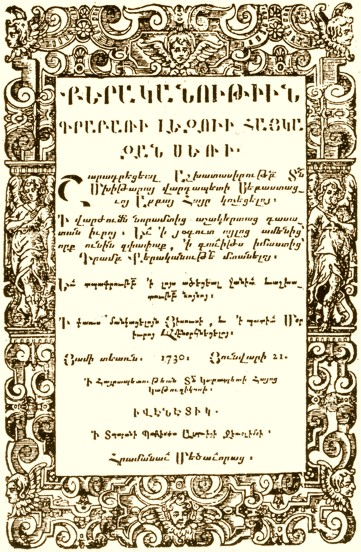
Грамматика древнеармянского языка М. Себастаци, Венеция 1730 год

## XIX век
Первая половина XIX века в истории армянского книгопечатания характерна соперничеством изданий на древнеармянском и новоармянском языках. Так, если в XVII веке были напечатаны всего 3 наименования книг на новоармяском, а в XVIII веке — около 20, то в первой половине XIX века это число увеличилось до 320 наименований, а в конце того же века уже бо́льшая часть книг издавалась на новоармянском языке.
В 1801—1920 годах армянское книгопечатание продолжает развиваться в основном за пределами исторической Армении. Важную роль сыграла типография Нерсисяновской семинарии (Тифлис), которая действовала с 1823 по 1860, издавая не только книги, но и периодические издания, такие, как «Кавказ», «Пчела Армении», которые сыграли огромную общественно-культурную роль. Здесь впервые был издан роман «Раны Армении» (1858) Хачатура Абовяна. В Тифлисе армянское книгопечатание развивалось на базе типографий Г. Патканяна, Г. Мелкумяна, Г. Энфиачяна, Г. Мартиросяна и ряда других. В них, кроме книг, издавались также более 170 наименований газет и другие периодических изданий. Кроме Тифлиса, издания на армянском языке печатались и в других городах Российской империи — в Москве, Петербурге, Баку, Феодосии, Одессе, Киеве и т. д.

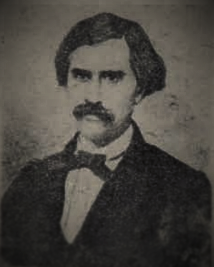
Книгопечатник Джаник Арамян

В XIX веке, однако, Константинополь со своими 130 армянскими типографиями был фактическим центром национального книгопечатания. До 1920 года здесь печатались более 350 наименований армянских периодических изданий. В городе Измире печатались, кроме сотни наименований книг, около 50 наименований периодических изданий. Армянские типографии действовали и в других городах Турции.
В 1801—1920 годах возрождается армянская типография Мхитаристов. В св. Лазаре печатаются труды армянских летописцев, армяноведов Г. Аветикяна, М. Авгеряна, Х. Сюрмеляна («Новый словарь армянского языка», т. I—II, 1836—1837). Мхитаридская типография более 200 лет действовало почти беспрерывно и является самым долгодействовавшим учреждением в истории армянского книгопечатания.
В этот период армянские типографии существовали в Иерусалиме, Египте (Каир, Александрия), Сирии (Алеппо, Дамаск), Иране (Новая Джульфа, Тегеран, Табриз), Франции (Париж, Марсель, Монпелье), Англии (Лондон, Манчестер), Болгарии (Варна, Русчук, Филипе, София и т. д.), Румынии (Бухарест, Галац и т. д.), Кипре (Никосия), Швеции (Стокгольм), США (Нью-Йорк, Бостон, Уотертаун, Фрезно, Чикаго, Детройт и т. д.), Канаде (Провиденс, Джорджтаун), Греции (Афины), Швейцарии (Женева, Лозанна), Германии (Берлин, Марбург), Венгрии (Будапешт) и т. д.
Со второй половины XIX века особую роль начинают играть новооснованные национальные издательства. Так, например, к 1880 году в Тифлисе создаётся «Тифлисская организация издания армянских книг», позже — «Закавказская армянская издательская организация». Тогда же развивают свою деятельность следующие армянские издательства: «Организация книгопечатников», «В. Зардарян», «П. Паленц», «А. Ашчян» (все в Константинополе). Похожие национальные книгоиздательские организации действовали в Измире (Турция), Москве, Баку.
В самой Восточной Армении главным центром книгопечатания оставался Эчмиадзин. В эту эпоху армянское книгопечатание появляется и в других местах: в 1827-м — в Шуше, в 1858-м — в Ване, в 1863-м — в Муше, в 1876-м — в Александрополе, в 1890-м — в Новом Баязете, в 1909-м — в Горисе, а также в Карине, Харберде, Шатахе, Ерзнка, Карсе, Ахалкалаке, Аштараке. В Эривани в 1875 году типографию основывает Закария Геворкян (Акопян). Первая книга, напечатанная в Эривани (календарь), вышла в конце 1875 года. Второй книгой, напечатанной здесь, стал сборник стихотворений Эмина Тер-Григоряна «Птичка» (1876 год). В этой типографии печаталось также первое периодическое издание в Эривани — вестник «Псак» («Корона»). До начала XX века в Эриване действовали также типографии «Культура», «Урартия», «Луйс» («Свет») и т. д.
Согласно энциклопедическому словарю Брокгауза и Ефрона, в течение однолетнего периода 1892—1893 гг. в Кавказском крае были изданы 84 наименования книг и статей на армянском, 66 — на грузинском и 2 — на азербайджанском (в то время язык называли «татарским») языках.
Число наименований армянских печатных книг с 1801 до 1920 год достигает 15 тысяч, число наименований периодических изданий — около 2 тысяч.

## XX век

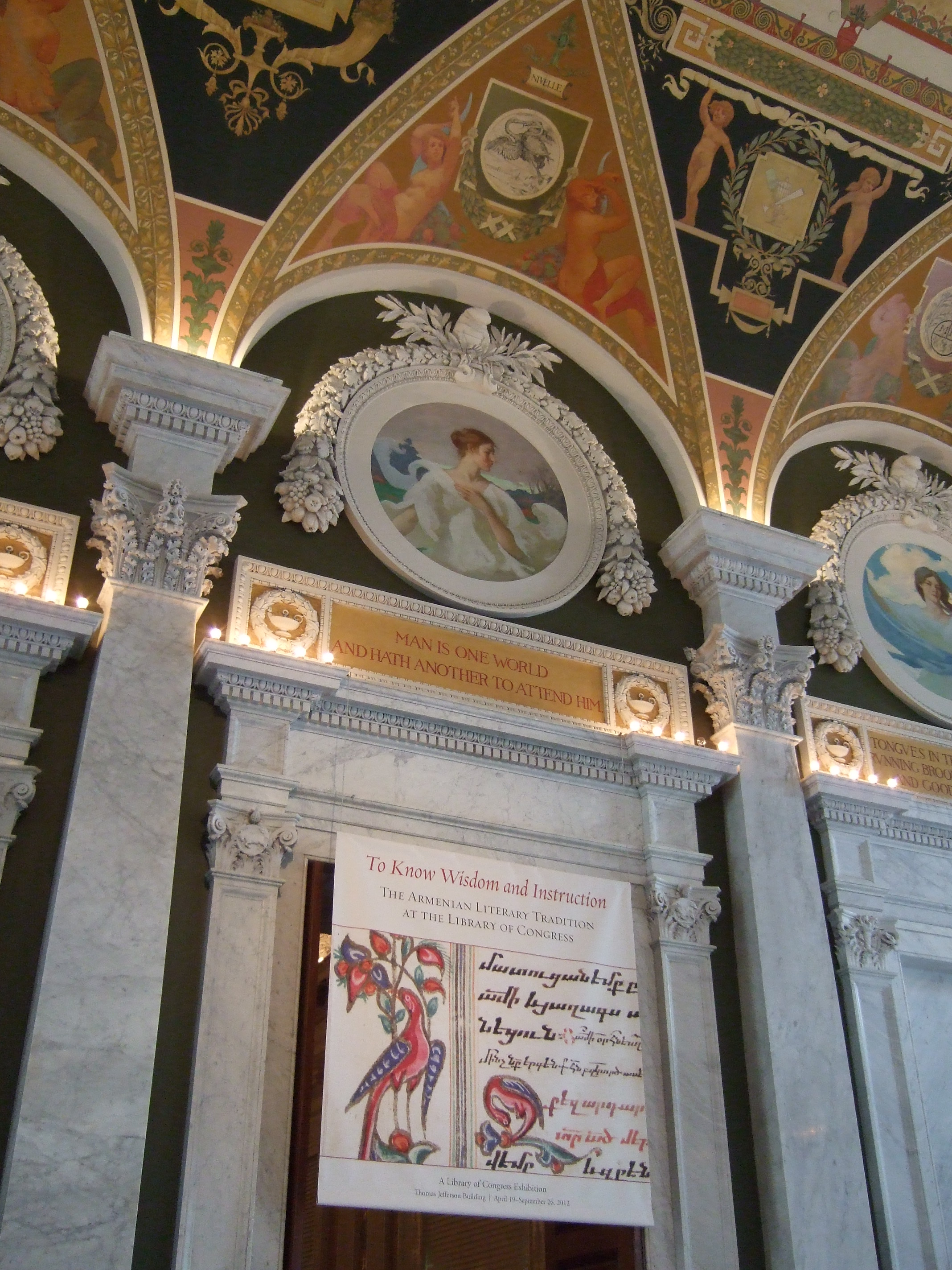
Выставка, посвящённая армянской письменной культуре в Конгрессе США

До 1920 года во всём мире разновременно действовало более 460 типографий, печатавших книги, журналы и газеты на армянском языке. После советизации Армении постепенно центром армянского книгопечатания становится Эривань, где в 1921 году организовывается Государственное издательство. Оно берет на себя функции редактирования и организации печатных изданий. В нём издаются политические, художественные, детские и научные издания со сравнительно большими тиражами. Отделившееся от «Госпечати» издательство «Луйс» (Свет) специализировалось в основном в сфере издания учебной литературы. В 1964 году издательство «Армгоспечать» (Айпетграт) было переименовано в «Айастан» (Армения). К 1976 году от последнего отделилось издательство «Советакан грох» (Советский писатель), которое в основном издавало художественные и литературоведческие произведения. Издательство Академии наук Армянской ССР издавало монографии научных работ и другую научную литературу, а также публиковало произведения армянских классиков и научные тексты из Матенадарана. Издательство Ереванского государственного университета с 1922 года печатает учебные пособия, сборники и научные монографии. С этого периода издательской деятельностью занимались также Национальная библиотека, организация «Гителик» (Знание) и ряд других. В середине 1980 годов в Армянской ССР действовало 30 типографий. С 1920 года до 1986 года в Армении были напечатаны около 60 тыс. наименований книг на армянском языке. В последние годы советской власти ежегодно в Армении печаталось около 750 наименований армянских книг средним тиражом около 10 тыс.. В этот период книги и периодические издания на армянском языке печатались также и в других республиках СССР.
С 1920 года (советизация Армении) до 1980-х годов главными центрами армянского книгопечатания в диаспоре являлись Стамбул, Каир и Бейрут (последний ныне является его основным центром). В это самое время в армянской диаспоре было напечатано около 21 тыс. наименований книг. Общее количество наименований армянских печатных изданий с 1512 года до конца 1980 годов превышает 100 тысяч.

## Современное состояние
После приобретения независимости, начавшейся Первой карабахской войны, а также связанной с этим экономической блокады Армении в 1990-е годы численность издаваемых в стране книг резко сократилась. В 1991 году было издано 563 названия книг, в 1992 году — 311, в 1993 году — 258, а в 1994 году — лишь 224. После завершения военных действий в Армении книгоиздательское дело снова оживилось. Так, если в 1999 году были напечатаны 577 названий книг, то уже в 2004 году — 1078, в 2005 году — 1089, а в 2009 году эта отметка достигла 2027 названий, что почти в 3 раза больше, чем ежегодно издавалось в 1980-е годы. В то же время сократился тираж, в основном он колеблется от 500 до 1000 экземпляров. С формированием рыночных отношений в стране были основаны новые издательства. В настоящее время в Армении имеется около 140 издательских домов. В 2000—2011 годах в Армении были напечатаны 17 000 названий книг.

## Шрифты
Первые армянские печатные шрифты были созданы между 1509—1511 годами в Венеции на основе рукописного шрифта болоргир XIII—XV веков. Образцы этих шрифтов дошли до нас книгами первопечатника Акопа Мегапарта. В 1565 году Абгар Тохатеци в Венеции изготовил шрифты 2 размеров, разновидности которых используются до сих пор. В 1636 году в Нор-Джуге усилиями Хачатура Джугаеци были введены в употребление новые шрифты 2 размеров. В 1662 году по заказу Матеоса Цареци для типографии Амстердама гравировал шрифты мастер типографии Элзевиров Ван Дейк. Данные шрифты известны под названием «Библейские буквы». В начале 1770-х годов в Мадрасе были созданы новые вертикальные шрифты, которым в 1770 году был собран и издан труд «Новая книга, называемая увещеванием». В 1847 году появились новые вертикальные шрифты Мюхентисяна. В течение 1850—1890-х годов члены Венской конгрегации Мхитаристов Хофер и Айтынян ввели в обиход ряд текстовых и заглавных шрифтов. В 1855—1856 годах аналогичной деятельностью занимались Айвазовский и Арамян, чьи шрифты известны под названием «Арамян». Позже были созданы шрифты группы «Гротеск». В 1939 году группа художников во главе художника-шрифтоведа Тагирова в Москве создала шрифт, называемый «Айкакан советакан» (Армянская советская). С 1960-х годов были введены шрифты «Новая армянская», «Мнацаканян», «Норк», «Егегнаин лараин», «Анрагитаранаин» (Энциклопедический), «Дпроцакан» (Школьный), «Арменуи».

Шрифты, изготовленные Абгаром Тохатеци, 1565 год
Шрифт первого издания армянской Библии, изготовленный в 1662 году
Шрифты «Арамян», изготовленные Гавриилом Айвазовским и Чаником Арамяном, 1855—1856 годы
Шрифт «Айкакан советакан» (Армянская советская), 1939 год

## Комментарии
1. ↑  Благодаря деятельности Мегапарта армянский язык стал первым языком книгопечатания среди языков СНГ и Балтии. Первые печатные книги: на белорусском — 1517, эстонском — 1525, литовском — 1547, русском — 1564, латышском — 1585, грузинском — 1629, азербайджанском — 1780 и т. д.